# 성불사 (영화)
"성불사"는 한국에서 제작된 윤봉춘 감독의 1952년 영화이다. 윤상희 등이 주연으로 출연하였고 한홍렬 등이 제작에 참여하였다.

## 출연

### 주연
- 윤상희
- 이빈화
- 이금룡
- 이창석

## 기타
- 녹음: 조종국